# Oswald Rathfelder
Oswald Rathfelder (* 23. August 1922 in Meßstetten; † 25. Februar 2011) war ein deutscher Naturwissenschaftler, Botaniker und Naturschützer.

## Leben
Aufgewachsen in Meßstetten als eines von sieben Geschwistern, besuchte Rathfelder die örtliche Volksschule und die Gymnasien in Ebingen und Tübingen. Im Zweiten Weltkrieg war Rathfelder als Pilot und Fluglehrer tätig. Nach kurzer englischer Gefangenschaft studierte er nach Kriegsende in Tübingen Naturwissenschaften, wo er mit der Dissertation Gefässbündelverlauf unter besonderer Berücksichtigung der Protoxylementwicklung bei Pulsatilla vulgaris 1952 den Doktortitel erlangte. Am dortigen Institut für angewandte Botanik arbeitete er als wissenschaftlicher Assistent. Danach war Rathfelder bei der Landesstelle für Naturschutz in Ludwigsburg tätig. Von 1956 bis 1973 leitete er die neu geschaffene Bezirksstelle für Naturschutz und Landschaftspflege Nordwürttemberg in Stuttgart. 1973 wurde Rathfelder ins Ministerium für Ernährung, Landwirtschaft, Umwelt und Forsten berufen, wo er als Leitender Ministerialrat auch für Fragen des Naturschutzes zuständig war. 1984 wurde er in den Ruhestand verabschiedet.
Rathfelder war von 1956 bis 1994 Mitglied des Vorstands des Schwäbischen Heimatbundes und von 1973 bis 1994 dessen stellvertretender Vorsitzender. Ab 1956 war er auch im Schwäbischen Albverein aktiv, auch dort war er 20 Jahre lang Vizepräsident. Rathfelder war ab 1969 Präsidiumsmitglied des Deutschen Heimatbundes, dessen Fachgruppe Landespflege und Umweltschutz er ab 1974 leitete und dessen Vizepräsident er ab 1981 war. Daneben war er auch im Landesnaturschutzverband Baden-Württemberg, in der Schutzgemeinschaft Deutscher Wald und in der Gesellschaft für Naturkunde in Württemberg aktiv.
Rathfelder lebte zuletzt in Stuttgart-Bad Cannstatt. Er war verheiratet und hatte drei Kinder.

## Ehrungen
- Verdienstkreuz 1. Klasse des Verdienstordens der Bundesrepublik Deutschland (1985)[1]
- Ernst-Rudorff-Ehrenplakette des Deutschen Heimatbundes (1991)[3]
- Heimatmedaille des Landes Baden-Württemberg (1991)[4]
- Verdienstmedaille des Landes Baden-Württemberg (1991)[1]
- Ehrenmitglied des Schwäbischen Heimatbundes (1994)[2][1]
- Ehrenmitglied des Schwäbischen Albvereins[1]

## Publikationen

### Schriften
- Gefässbündelverlauf unter besonderer Berücksichtigung der Protoxylementwicklung bei Pulsatilla vulgaris, Tübingen, 1951

### Als Herausgeber
- zusammen mit Konrad Buchwald: Festschrift für Hans Schwenkel zum 70. Geburtstag, Ludwigsburg: Landesstelle für Naturschutz und Landschaftspflege Baden-Württemberg, 1956
- zusammen mit Konrad Buchwald: Naturschutz und Landschaftspflege in Baden-Württemberg, Ludwigsburg: Landesstelle für Naturschutz und Landschaftspflege Baden-Württemberg, 1957–1961